# Józef Kosacki
Józef Stanisław Kosacki (Łapy, 21 aprile 1909 – Varsavia, 26 aprile 1990) è stato un ingegnere e ufficiale polacco.
Ha inventato il primo metal detector portabile, usato per 50 anni dalle diverse armie del mondo. Ha ricevuto il Defence Medal.